# گورستان قلای دنگی
قبرستان قلای دنگی مربوط به دوره اشکانیان است و در شهرستان ثلاث باباجانی، بخش مرکزی، روستای دنگی واقع شده و این اثر در تاریخ ۳۰ تیر ۱۳۸۴ با شمارهٔ ثبت ۱۲۱۷۸ به‌عنوان یکی از آثار ملی ایران به ثبت رسیده است.